# Musteloidea
Los musteloideos (Musteloidea) son una  superfamilia de mamíferos carnívoros unida por caracteres distribuidos del cráneo y dientes. Los musteloideos comparten un ancestro común con los pinnípedos, concretamente con los fócidos, la familia al que pertenecen las focas.
Los musteloideos constan de las familias Ailuridae (pandas rojos),  Mustelidae (mustélidos: comadrejas), Procyonidae (prociónidos: mapaches y parientes) y Mephitidae (mofetas).
En América del norte, los ursoideos y musteloideos aparecen primero en el Chadroniano (Eoceno superior).  En Europa, los ursoideos y musteloideos primero aparecen en el Oligoceno inferior siguiendo inmediatamente a la gran ruptura de Stehlin.
La superfamilia Musteloidea puede no ser un grupo monofilético.  Algunos o todos los caracteres diagnósticos pueden haber evolucionado en dos o más radiaciones independientes desde ursoideos primitivos tales como Amphicynodon.